# Biblia dezgropată

Egiptul antic în secolul al XV-lea î.Hr., în momentul Exodului și cucerirea Canaanului așa cum este descris în Cartea lui Iosua în funcție de cronologia biblică. Așa cum indică harta, Canaanul era ocupat de Egipt în acel moment, un fapt pe care Biblia nu-l menționează.

Biblia dezgropată este o carte de Israel Finkelstein și Neil Asher Silberman care prezintă noul consens al istoricilor și arheologilor asupra validității istorice a Bibliei ebraice. Punctul lor de vedere este că istoricii nu mai pornesc de la premiza că Biblia ar fi corectă din punct de vedere istoric, deoarece noile descoperiri arheologice nu mai pot susține această ipoteză. Istoricii și-au însușit în cele din urmă punctele de vedere care deveniseră de mult consensuale în studiul critico-istoric al Bibliei, adică studiul științific și nu teologic al Scripturii. Autorii cărții trasează problema validității istorice a Bibliei ebraice pornind de la punctele de vedere ale Epocii Luminilor, care negau posibilitatea minunilor și care au înghesuit ca atare dezbaterea despre adevărul Bibliei în colțul cercetărilor arheologice.
Concluzia autorilor este că istoria deuteronomistă, cu care a început monoteismul iudaic, a fost o mișcare de reformă a politeismului din Iuda și Israel inițiată sub domnia regelui iudeu Iozia. Scopul acestei campanii de propagandă religioasă era eliberarea de sub jugul suzeranității egiptene și anexarea teritoriului israelian (pe atunci ocupat de asirieni) la Iuda. Ca atare, regele Iozia era prezentat drept Mesia, adică eliberatorul poporului evreu. Din păcate, Iozia a fost ucis la ordinul faraonului Necho și nu a mai putut îndeplini acest rol istoric. Textele Bibliei ebraice au fost rescrise pentru a mușamaliza această înfrângere. Reforma monoteistă și istoria deuteronomistă au conferit identitate națională poporului evreu după reîntoarcerea din exilul babilonian și au constituit baza pentru crearea a două noi mari religii: creștinismul și islamul.

## Citate
Numai din momentul în care Biblia ebraică a început să fie disecată și studiată separat de funcția sa puternică din viața comunitară teologii și cercetătorii Bibliei au pretins de la ea să fie ceea ce nu era de fapt. Începând cu secolul al XVIII-lea, din goana Epocii Luminilor după istorie riguroasă și verificabilă, facticitatea istorică a Bibliei a devenit — cum este și acum — o problemă aprig dezbătută. Realizând că o creație în șapte zile și miracolele spontane nu pot fi explicate satisfăcător de rațiune și știință, cercetătorii își alegeau pasaje din Biblie pe care le considerau « istorice » și pasaje pe care nu le considerau astfel. Au apărut teorii despre diversele surse conținute în textul Bibliei, iar arheologii s-au certat asupra dovezilor care afirmă și infirmă validitatea istorică a anumitor pasaje din Biblie.

Dar integritatea și de fapt istoricitatea Bibliei nu depind de dovedirea conștiincioasă a vreunui eveniment sau a vreunei persoane din ea...— Israel Finkelstein și Neil Asher Silberman, The Bible Unearthed. Archaeology's New Vision of Ancient Israel and The Origin of Its Sacred Texts.
Prima întrebare era dacă Moise putea fi într-adevăr autorul celor Cinci Cărți ale lui Moise, din moment ce ultima carte, Deuteronomul, descrie în mod foarte detaliat timpul precis și împrejurările proprii morți a lui Moise. Alte incoerențe au devenit rapid clare: textul biblic era încărcat cu paranteze literare care explicau numele antic al unor locuri și remarcau în mod frecvent că dovezi ale faimoaselor evenimente biblice erau disponibile « până în ziua de azi ». Acești factori i-au convins pe unii cercetători din secolul al XVII-lea că cel puțin primele cinci cărți ale Bibliei au fost alcătuite, amplificate și înfrumusețate de editori ulteriori, anonimi și de revizori din secolele care au urmat.

Spre sfârșitul secolului al XVIII-lea și preponderent în cel de-al XIX-lea mulți cercetători critici ai Bibliei au început să se îndoiască de faptul că Moise ar fi avut ceva de-a face cu scrierea cărților Pentateuhului; ei au ajuns să creadă că Biblia era în mod exclusiv opera unor autori târzii. Acești cercetători au arătat ceea ce păreau drept versiuni diferite ale acelorași povești din cărțile Pentateuhului, sugerând că textul biblic era produsul mai multor scriitori care puteau fi astfel recunoscuți. O citire atentă a cărții Genezei, spre exemplu, a demonstrat două versiuni contradictorii ale creației (Geneza 1:1-2:3 și Geneza 2:4-25), două genealogii foarte diferite ale urmașilor lui Adam (Geneza 4:17-26 și Geneza 5:1-28), și două povești separate și rescrise ale potopului (Geneza 6:5-9:17). În plus, erau zeci de dublete și uneori chiar triplete ale acelorași evenimente în poveștile călătoriilor patriarhilor, Ieșirii din Egipt și dării Legii.— Israel Finkelstein și Neil Asher Silberman, The Bible Unearthed. Archaeology's New Vision of Ancient Israel and The Origin of Its Sacred Texts.
Din punct de vedere arheologic și istoric, redatarea acestor orașe de la epoca lui Solomon la perioada omridă are implicații enorme. Ea înlătură singura dovadă arheologică după care ar fi existat vreodată o monarhie unită cu capitala în Ierusalim și arată că David și Solomon erau, în termeni politici, nimic altceva decât căpitani ai ținutului deluros, a căror rază administrativă era limitată la nivelul local, adică la ținutul deluros.— Israel Finkelstein și Neil Asher Silberman, The Bible Unearthed. Archaeology's New Vision of Ancient Israel and The Origin of Its Sacred Texts.
Dar excavările din orașul lui David au oferit descoperiri impresionante din Epoca mijlocie a bronzului și din secolele ulterioare ale Epocii fierului - dar nu din secolul al X-lea î.e.n. Cea mai optimistă evaluare a acestei dovezi negative este că Ierusalimul din secolul a X-lea era limitat ca suprafață, probabil nu mai mare decât un sat tipic pentru ținutul deluros.— Israel Finkelstein și Neil Asher Silberman, The Bible Unearthed. Archaeology's New Vision of Ancient Israel and The Origin of Its Sacred Texts.
Idolatria poporului lui Iuda nu era o abatere de la un monoteism anterior al lor. Ea era de fapt felul în care poporul lui Iuda se închina de sute de ani.— Israel Finkelstein și Neil Asher Silberman, The Bible Unearthed. Archaeology's New Vision of Ancient Israel and The Origin of Its Sacred Texts.

## Despre originalitatea cărții
Pentru istorici cartea nu prezintă noutăți absolute:
Herzog a formulat multe din teoriile pe care Finkelstein și Silberman le prezintă în cartea lor: «Israelienii nu au fost niciodată în Egipt, nu au rătăcit prin deșert, nu au cucerit țara [Canaan] într-o campanie militară și nu au lăsat-o moștenire celor douăsprezece triburi ale lui Israel. Probabil cel mai greu de acceptat este faptul că regatul unit al lui David și Solomon, descris în Biblie ca putere regională, era cel mult un mic regat tribal.» Noile teorii văd acestă modestă căpitănie de plai bazată în Ierusalim drept un oraș de văcari, dar nu drept capitală glorioasă a unui imperiu.

Deși, cum observă Herzog, unele din aceste descoperiri au fost acceptate de ani de zile sau chiar de decenii de către majoritatea arheologilor și cercetătorilor Bibliei, ele de-abia acum intră în conștiința publicului israelian — public care este puternic afectat de ele.— Laura Miller, King David was a nebbish

## Recepție
Biblia dezgropată a fost bine primită de cercetătorii biblici și de către arheologi. Baruch Halpern, profesor de studii iudaice la Pennsylvania State University și conducător al excavațiilor de la Megiddo de-a lungul mai multor ani, i-a lăudat pe autori drept „cea mai curajoasă și mai stimulativă sinteză de Biblie și arheologie din ultimii cincizeci de ani”, iar cercetătorul biblic Jonathan Kirsch, scriind în Los Angeles Times, a denumit cartea drept „o evaluare brutal de cinstită asupra a ceea ce arheologia ne poate spune și nu ne poate spune despre corectitudinea istorică a Bibliei”, carte care îmbrățișează spiritul arheologiei moderne prin a aborda Biblia „drept artefact de studiat și de evaluat mai degrabă decât o lucrare inspirată divin care ar trebui îmbrățișată drept credință adevărată”. Phyllis Trible, profesor de studii of biblice la Wake Forest University, a conchis într-o trecere în revistă din The New York Times prin a sublinia importanța înțelegerii adevărului despre trecutul biblic:
Finkelstein și Silberman au scris o carte provocatoare care poartă amprenta unei narațiuni detective. Prin a juxtapune înregistrările biblice pe datele arheologice, ei lucrează cu fragmente atrăgătoare ale unui trecut îndepărtat. Adunarea de indicii pentru a-și argumenta teza cere imaginație curajoasă și cercetare disciplinată. Biblia dezgropată dă dovadă de ambele, în abundență. Imaginația depășește mereu dovezile; cercetarea face plauzibilă reconstrucția. Din fericire, cartea nu își atinge scopul, cel de « a încerca să separe istoria de legendă ». Ea obține ceva mai bun decât asta, căci arată cât de mult sunt ele îmbinate. Ceea ce s-a întâmplat într-adevăr și ceea ce oamenii au crezut că s-a întâmplat țin de unul și același proces istoric. Această înțelegere ne oferă un gând prevestitor. Poveștile exodului și cuceririi ținutului, poveștile exilului și reîntoarcerii și poveștile viziunii triumfale sunt ciudat de contemporane nouă. Dacă istoria este scrisă pentru prezent, suntem oare siliți să repetăm trecutul?
Cartea a devenit un bestseller în domeniul ei. În februarie 2009, Amazon.com o lista drept a VIII-a cea mai populară carte în domeniile teologiei creștine a Vechiului Testament și al arheologiei creștinismului, fiind de asemenea a XXII-a cea mai populară carte de istorie a Israelului. În 2006, popularitatea cărții a condus la un documentar în patru părți despre carte, care a fost difuzat ulterior pe The History Channel.
O trecere în revistă de colegul arheolog William G. Dever publicată în Biblical Archaeology Review și ulterior în Bulletin of the American Schools of Oriental Research, a rezultat într-un schimb aprins de idei între Dever și Finkelstein. Trecerea în revistă a lui  Dever observa că această carte are multe aspecte puternice, în principal potențialul arheologiei de a rescrie istoria „Israelului antic”, dar a deplâns faptul că autorii au înțeles greșit punctele sale de vedere și a conchis că Finkelstein este „idiosincratic și dogmatic”; reacția lui Finkelstein a fost de a-l numi pe Dever „parazit academic gelos”, iar dezbaterea a degenerat rapid după aceea.